# 尼利鎮區 (內布拉斯加州卡明縣)
尼利鎮區（英語：Neligh Township）是位於美國內布拉斯加州卡明縣的一個行政鎮區。

## 地方資料
尼利鎮區的面積為92.73平方千米，皆為陸地。根據2020年美國人口普查的數據，當地共有人口180人，而人口密度為每平方千米1.94人。